# Švýcarská sypavka douglasky

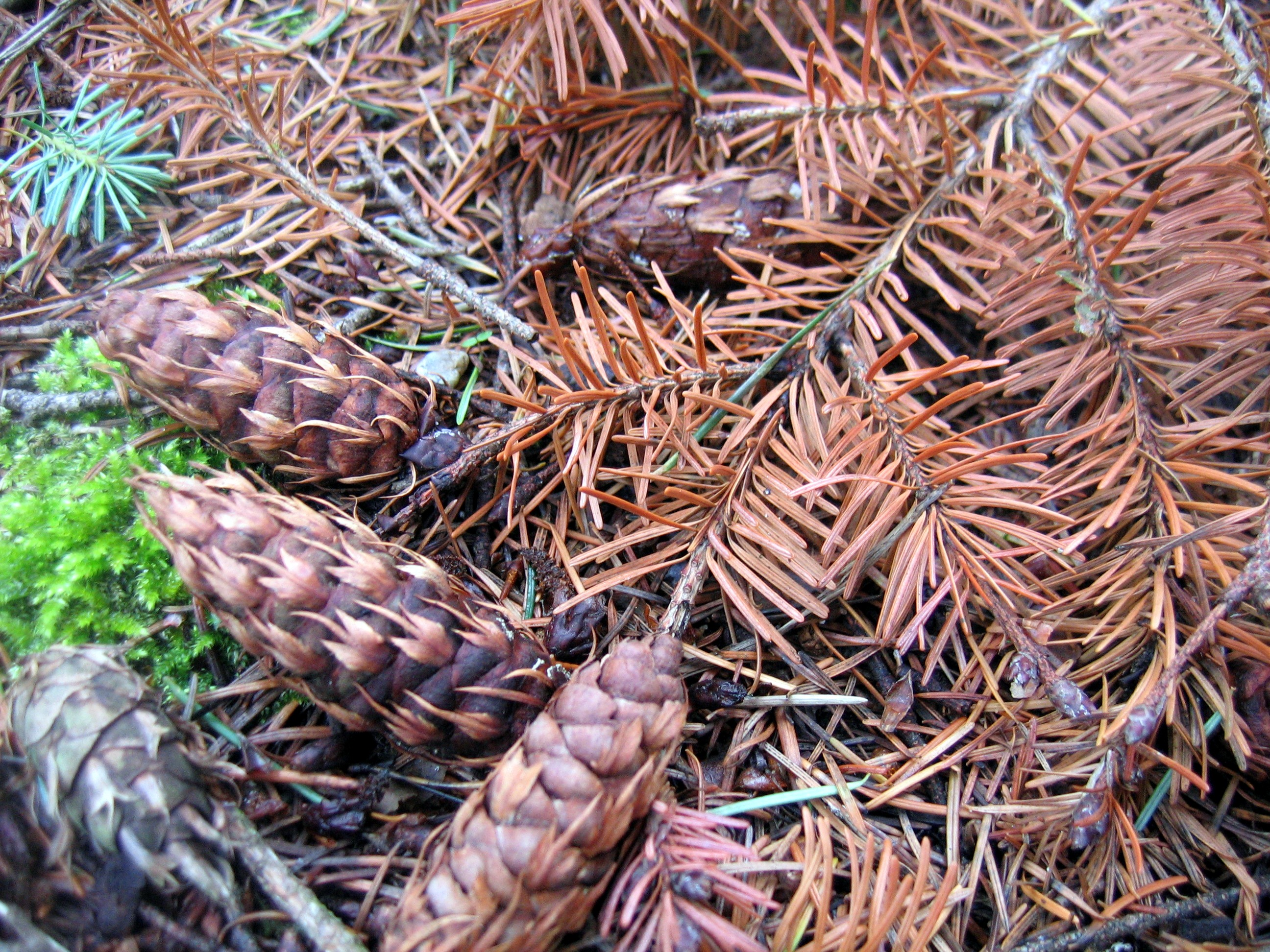
Ilustrativní obrázek. Opadané hnědé jehličí douglasky.

Švýcarská sypavka douglasky je houbová choroba rostlin způsobená houbou Phaeocryptopus gaeumannii z řádu vředovcotvaré (Dothideales). Podle příznaků na hostiteli se napadení švýcarskou sypavkou douglasky často obtížně určuje, patogen bývá na hostiteli nalézán společně s jinými patogeny.

## EPPO kód
PHARGA

## Synonyma patogena

### Vědecké názvy
Seznam podle EPPO a Biolib pro patogena Phaeocryptopus gaeumannii.
- Adelopus gaeumannii

## Zeměpisné rozšíření
Evropa, Amerika, Nový Zéland. Patogen je původem z Oregonu a infikuje pouze douglasky.

### Výskyt v Evropě
Choroba byla poprvé popsána v roce 1926 na dvacetileté douglasce ve Švýcarsku. Je rozšířena ve větší části Evropy.

### Výskyt v Česku
V ČR do roku 2002 zjištěna nebyla. Zřejmě první nálezy houby Phaeocryptopus gaeumannii v Česku byly zaznamenány v červnu 2002 na Mělnicku, u obce Řepín (porost 81 B3, stáří porostu 32 let, 55% zastoupení douglasky). Druhý nález byl na Jindřichohradecku, u obce Číměř (130 D1, 17 let, 100 %). První nález z Moravy je z téhož roku z Uherčic na Znojemsku a ze ŠLP Křtiny. V letech 2003–2006 byla zjištěna v několika ohniscích, kde její přítomnost dříve unikala pozornosti.
Po roce 2012 byl nárůst případů napadených douglasek švýcarskou sypavkou v meziročním porovnání hodnocen jako mimořádný, když houba parazitovala na douglaskách všech věkových tříd.

## Hostitel
douglaska Pseudotsuga menziensii

## Příznaky
- žloutnutí až hnědnutí jehlic směrem od špiček
- propadání jehlic
- usychání a opad jehlic směrem od spodních pater
- nevýrazné mramorování jehlic, v pokročilém stadiu jehlice šedozelené, bledě žlutě nebo hnědě skvrnité
- na spodní straně jehlic se vytvářejí shluky drobných, černých zárodků plodniček, seřazených rovnoběžně se středním nervem
- žloutnutí celých stromů
- žloutnutí celých skupin dřevin

K nákaze dochází v květnu až červnu na právě rašících jehlicích. Typický znak je žloutnutí až hnědnutí směrem od špiček jehlic a poté propad jehlic. Napadána jsou většinou dříve spodní patra dřevin a postupně v závislosti na hustotě porostu stoupá propad i výše. V prvním roce vzniku infekce dochází k mírnému a nevýraznému žlutozelenému mramorování jehlic, které později splývá, až celé jehlice získají žlutozelenou barvu. V jehlicích je pak přítomno pouze mycelium prorostlé palisádovým parenchymem. Teprve v následujícím roce v květnu až červnu se v místě průduchů na rubu jehlice objevují na spodní straně jehlic shluky drobných, černých zárodků plodniček,. Jsou seřazeny rovnoběžně se středním nervem v několika řadách. Tyto zárodky plodniček dozrávají až na jaře příštího roku. Plodničky vyrůstají v místech průduchů. Pod průduchem je shluk podhoubí, jenž ve spleti vyrůstá ven, a na něm sedí plodničky, které jsou kulovité, černé a matné. Jehlice intenzivněji žloutnou, během léta pak jejich zbarvení postupně přechází přes bronzový nádech až do červenohnědé barvy a opadávají. Někdy se mohou plodničky objevit na napadeném jehličí, aniž by došlo k výrazné změně jeho barvy. Švýcarská sypavka douglasky se v porostech nejprve objevuje na ojedinělých stromech, teprve později se šíří do celého porostu. Choroba způsobuje také zakrňování, slabý růst a slábnutí kořenového systému.
Plodnice – černá, drobná psedothecia (0,1 mm)obsahují kyjovitá vřecka s dvoubuněčnými askosporami. Konidiové stádium není známo. Výtrusy jsou bezbarvé, dvoubuněčné, uprostřed s příčnou přehrádkou, 9–10 x 3,5–6 µm velké, přičemž jedna buňka bývá většinou širší.

## Význam
Houba Phaeocryptopus gaeumannii napadá stromy všech věkových skupin. Při silné, opakované infekci dochází k významnému odlistění a postupnému odumření stromů, především mladších. U starších stromů dochází vlivem infekce k snížení rezistence douglasek k sekundárním biotickým škůdcům (dřevokazné houby, jiné sypavky, nekrózy aj.) a abiotickým faktorům (mráz, sucho). Úhyny starších dřevin jsou vzácné, vyskytující se pouze po mnoha letech defoliace. Silně napadené lesy hodnotí ekonomické škody jako vážné a provádí v místech napadení náhradní výsadby jinými druhy dřevin.
Celosvětový vliv Phaeocryptopus gaeumannii není uváděn. V Oregonu,choroba postihuje jistě 109.000 hektarů lesní půdy v západní části státu zahrnující soukromé, státní, federální a domorodou půdu. Ekonomické ztráty na přírůstcích se odhadují v rozmezí 23 a 52% v závislosti na závažnosti onemocnění (Maguire et al., 2002). Pro 76.000 hektarů mezi Newport a Astoria v Oregonu se odhaduje ztráta na 21.500.000 dolarů ročně (asi 50 %). Swiss jehla obsazení také ovlivňuje Douglas-jedle vánoční strom průmyslu, v hodnotě asi 100 milionů dolarů za rok, v Oregonu a Washingtonu. Ekonomické dopady Phaeocryptopus gaeumannii na průmysl vánočních stromů zahrnují náklady na fungicidy i ztráty způsobené chorobou. Odhaduje se, že 4000-8000 ha vánočních stromků se postříká ročně pesticidy na ochranu před napadením.(GA Chastagner, Washington State University, Department Plant Pathology, osobní sdělení, 2004).

## Ochrana rostlin
Dodržování sponu, pokos vysokého plevele, včasné probírky porostu, výběr lokality s dobrým prouděním vzduchu. Patogenu vyhovují poměry v přehoustlých porostech a na lokalitách s vyšší vlhkostí vzduchu. Výsadba odolných kultivarů nebo odolných druhů dřevin.

### Chemická ochrana
K chemické ochraně lze použít fungicidy doporučované pro sypavky borovice, aplikace se provádí pouze ve školkách. V lesních porostech nejsou postřiky uvedenými prostředky efektivní a působí jiné škody.